# Wamsutter
Wamsutter ist eine Stadt im Sweetwater County im US-Bundesstaat Wyoming. Sie befindet sich an der östlichen Grenze des Countys. Die Stadt, die sich selbst als „Das Tor zur Red Desert“ bezeichnet, liegt an der Interstate 80 zwischen Rawlins und Rock Springs. Auch die erste transkontinentale Eisenbahn führte durch das heutige Wamsutter; die Eisenbahnlinie besteht heute noch. Wamsutter ist die größte Siedlung und gleichzeitig die einzige selbstverwaltete Ortschaft im Great Divide Basin.

## Geschichte
Die Ureinwohner der Umgebung von Wamsutter waren Shoshonen und Ute. Weiße Siedler begannen erst mit dem Aufkommen der Eisenbahn in den 1860er Jahren, sich in der Gegend niederzulassen. Ursprünglich war die Stadt als Washakie bekannt. Die Verwechslung mit dem nahe gelegenen Fort Washakie führte 1884 zu der Namensänderung in Wamsutter, nach einem Brückeningenieur der Union Pacific Railroad.